# Mörsils socken
Mörsils socken ligger i Jämtland, ingår sedan 1974 i Åre kommun och motsvarar från 2016 Mörsils distrikt.
Socknens areal är 274,00 kvadratkilometer, varav 247,40 land. År 2000 fanns här 1 097 invånare. Kyrkbyn Mörsil med sockenkyrkan Mörsils kyrka ligger i socknen. 

## Administrativ historik
Mörsils socken har medeltida ursprung. 
Vid kommunreformen 1862 överfördes ansvaret för de kyrkliga frågorna till Mörsils församling och för de borgerliga frågorna till Mörsils landskommun. Landskommunen inkorporerade 1952 Mattmars landskommun och uppgick 1974 i Åre kommun. Församlingen uppgick 2006 i Västra Storsjöbygdens församling.
1 januari 2016 inrättades distriktet Mörsil, med samma omfattning som församlingen hade 1999/2000.  
Socknen har tillhört fögderier, tingslag och domsagor enligt vad som beskrivs i artikeln Jämtland. De indelta soldaterna tillhörde Jämtlands fältjägarregemente och Jämtlands hästjägarkår.

## Geografi
Mörsils socken ligger väster om Storsjön, kring Indalsälven och dess sjöar Liten och Ockelsjön. Socknen har smala dalbygder omgivna av kuperad skogsbygd med höjder som i söder når över 600 meter över havet.
Socknens nordöstra del är mest bebyggd och genom detta område går europaväg 14 samt Mittbanan (Östersund-Storlien). 

### Geografisk avgränsning
Socknen gränsar i söder mot Hallens socken. Gränsen går strax norr om fjälltopparna Håckervalen (sydsam.: Hukkore) samt Gestvalen (sydsam.: Tjieste). På Gestvalens västsluttning ligger "tresockenröset" mellan Hallen, Mörsil och Undersåker. Gränsen går norrut och korsar Håckren, som är en del av Håckrenmagasinet. Vidare norrut går gränsen genom sjöarna Nörder-Djupsjön, Sönner-Djupsjön samt Luggesjön. Väster om Toppberget faller gränsen ut i Liten som är en del av Indalsälvens övre lopp. Mörsils socken tangerar därefter tätorten Järpen, varefter sockengränsen går mot nordost till Kluksdammet i vattendraget Semlan. Gränsen följer vattendraget cirka fem kilometer mot söder, varefter den går mot öster och innesluter bland annat fäbodarna Byvallen, Bixovallen, Stomskälen samt byn Andersböle. Mellan Stomskälen och Andersböle ligger ett ödesböle vid namn Härböle. I detta område ligger även byn Semlan. Sockengränsen faller så småningom åter ut i vattendraget Semlan och följer detta till Ockesjön i Indalsälven. Byn Ocke ligger i socknen. Gränsen går mot söder via Storbodströmmen till Sällsjön, vid vilken byn Sällsjö ligger. Från Sällsjön går gränsen mot sydväst upp till Håckervalen. Strax öster om detta fjäll finns "tresockenröset" Mattmar-Hallen-Mörsil. Socknen gränsar i öster i huvudsak mot Mattmar socken. I nordost gränsar den en kortare sträcka mot Alsens socken i Krokoms kommun.

## Fornlämningar
Man har i socknen funnit ett par boplatser från stenåldern. I övrigt saknas kända förhistoriska lämningar i området. Det finns omkring 125 fångstgropar och åtminstone sex så kallade ödegårdar från medeltiden. Vidare finns två skansar och lämningar av en kopparhammare.

## Namnet
Namnet (1351 Møresildræ) kommer från kyrkbyn eller en bygdedel. Namnet innehåller mör, 'jämnt fuktigt land'. Efterleden är siller, 'lugnvatten' syftande på en lugnare del av Indalsälven.

## Befolkningsutveckling
| Befolkningsutvecklingen i Mörsils socken 1750–1990                                                       | Befolkningsutvecklingen i Mörsils socken 1750–1990 | Befolkningsutvecklingen i Mörsils socken 1750–1990 | Befolkningsutvecklingen i Mörsils socken 1750–1990 | Befolkningsutvecklingen i Mörsils socken 1750–1990 |
| --- | -------------------------------------------------- | -------------------------------------------------- | -------------------------------------------------- | -------------------------------------------------- |
| |                                                    |                                                    |                                                    |                                                    |
| År |                                                    |                                                    | Folkmängd                                          |                                                    |
| 1750 | 1750                                               |                                                    | 163                                                |                                                    |
| 1760 | 1760                                               |                                                    | 209                                                |                                                    |
| 1769 | 1769                                               |                                                    | 213                                                |                                                    |
| 1790 | 1790                                               |                                                    | 265                                                |                                                    |
| 1810 | 1810                                               |                                                    | 280                                                |                                                    |
| 1820 | 1820                                               |                                                    | 289                                                |                                                    |
| 1830 | 1830                                               |                                                    | 323                                                |                                                    |
| 1840 | 1840                                               |                                                    | 325                                                |                                                    |
| 1850 | 1850                                               |                                                    | 342                                                |                                                    |
| 1860 | 1860                                               |                                                    | 419                                                |                                                    |
| 1870 | 1870                                               |                                                    | 461                                                |                                                    |
| 1880 | 1880                                               |                                                    | 573                                                |                                                    |
| 1890 | 1890                                               |                                                    | 833                                                |                                                    |
| 1900 | 1900                                               |                                                    | 1 198                                              |                                                    |
| 1910 | 1910                                               |                                                    | 1 165                                              |                                                    |
| 1920 | 1920                                               |                                                    | 1 594                                              |                                                    |
| 1930 | 1930                                               |                                                    | 1 652                                              |                                                    |
| 1940 | 1940                                               |                                                    | 1 471                                              |                                                    |
| 1950 | 1950                                               |                                                    | 1 642                                              |                                                    |
| 1960 | 1960                                               |                                                    | 1 585                                              |                                                    |
| 1970 | 1970                                               |                                                    | 1 398                                              |                                                    |
| 1980 | 1980                                               |                                                    | 1 238                                              |                                                    |
| 1990 | 1990                                               |                                                    | 1 195                                              |                                                    |
| Anm: Källor: Umeå universitet - Tabellverket 1749-1859, Demografiska databasen, CEDAR, Umeå universitet. |                                                    |                                                    |                                                    |                                                    |

## Personer från bygden
Pionjären för skriven jämtska (jamska), Erik "Äcke" Olsson, föddes i byn Ocke 1860.